# Guinea (gebied)

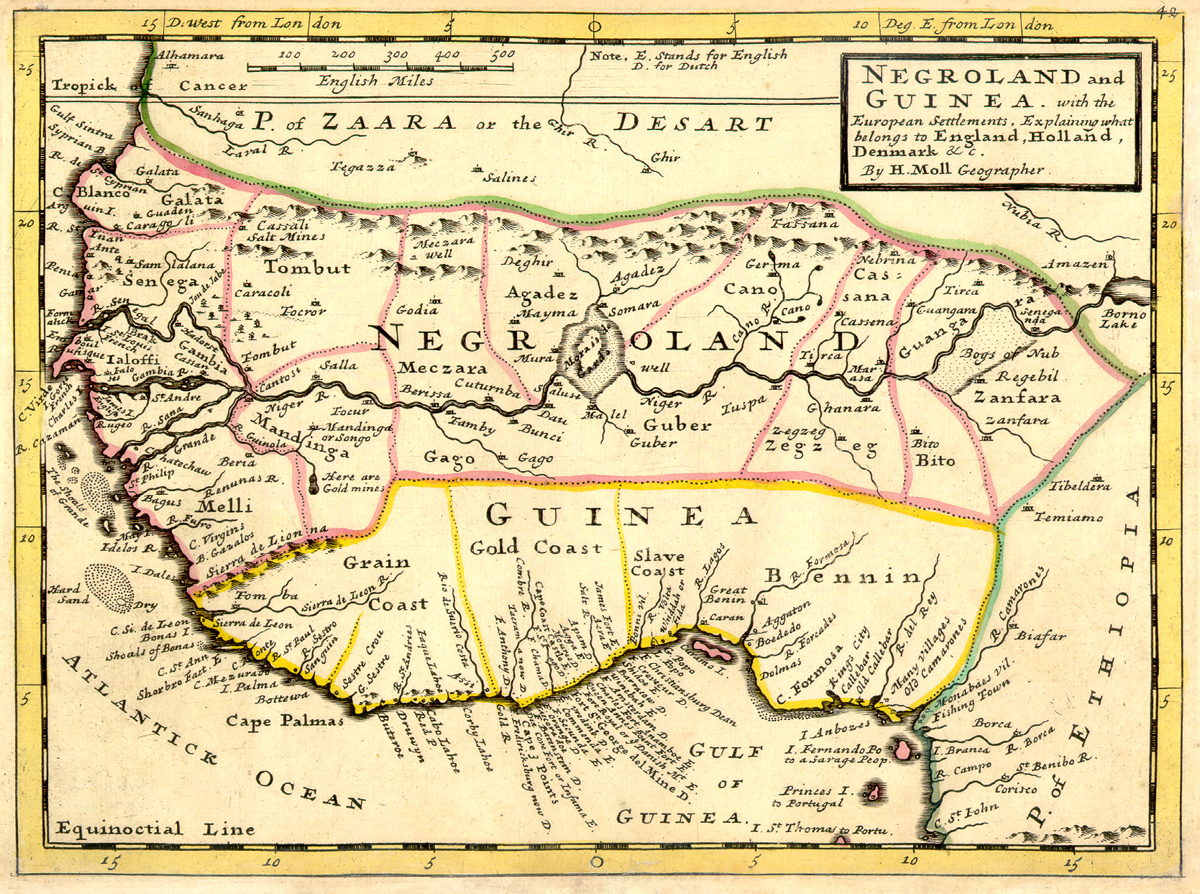
Kaart van westelijk Afrika, ca. 1736, met de Europese bezittingen

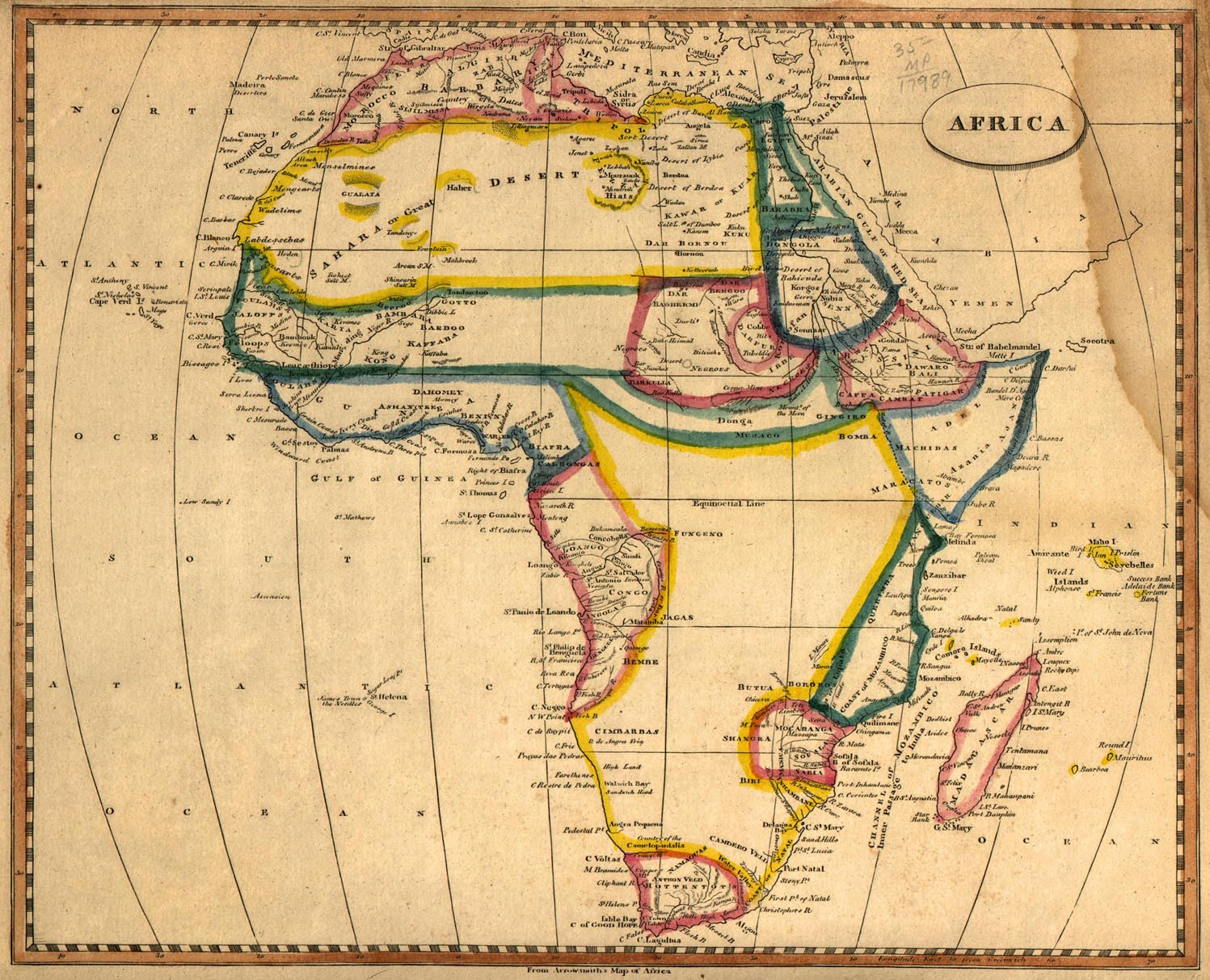
Kaart van Afrika uit 1812 met Opper- en Neder-Guinea duidelijk zichtbaar

Guinea is de traditionele naam voor het deel van Afrika dat langs de Golf van Guinea ligt. Het gebied strekt zich met een breedte van maximaal 500 kilometer uit over een ruim 6000 kilometer lange halve boog langs de Atlantische kust van het regenwoud in het zuiden tot de Sahel in het noorden; van Angola in Zuidwest-Afrika over delen van Centraal-Afrika naar Senegal in West-Afrika. Het deel tussen Senegal en Kameroen wordt Opper-Guinea genoemd en het overige deel tot Angola Neder-Guinea. Waar Opper-Guinea wordt gekenmerkt door de Opper-Guinearug met een brede kuststrook, heeft Neder-Guinea, dat door de Neder-Guinearug wordt gekenmerkt, een veel smallere kuststrook. Beide delen worden gekenmerkt door tropisch regenwoud en savanne. Soms worden alleen de zuidelijke kustgebieden en niet het binnenland tot aan de Sahel tot Opper-Guinea gerekend.
Guinea was het eerste Afrikaanse gebied ten zuiden van de Sahara van waaruit met Europa gehandeld werd. De belangrijkste producten waren ivoor, goud en slaven. Hoewel de Europeanen er nederzettingen hadden bewaarde het gebied tot het eind van de 19e eeuw een grote mate van onafhankelijkheid: door de handel waren de landen relatief rijk en in staat om lang tegenwicht te bieden aan Europese aspiraties. Ook tropische ziektes hielden Europeanen op afstand.
Door de Europeanen werd de regio ingedeeld naar de belangrijkste exportproducten. Zo was Ghana de Goudkust, het huidige Liberia Peperkust (en eerder ook Grijnkust), en het huidige Benin en Nigeria de Slavenkust. Ook de naam van het land Ivoorkust verwijst nog naar het oude exportproduct.

## Etymologie
De naam Guinea vindt zijn oorsprong in de Berberse term aginaw, waarmee zwarten, of het land van de zwarten werd bedoeld.

## Landen in het gebied Guinea

### Opper-Guinea
- Senegal
- Gambia
- Guinee-Bissau
- Guinee
- Sierra Leone
- Liberia
- Ivoorkust
- Ghana
- Togo
- Benin
- zuidelijk Nigeria
- noordwestelijk Kameroen

### Neder-Guinea
- zuidwestelijk Kameroen
- Equatoriaal-Guinea
- Gabon
- westelijk Congo-Brazzaville
- Cabinda (Angola)
- westelijk Congo-Kinshasa
- westelijk Angola